# Johannes Matthias Sperger

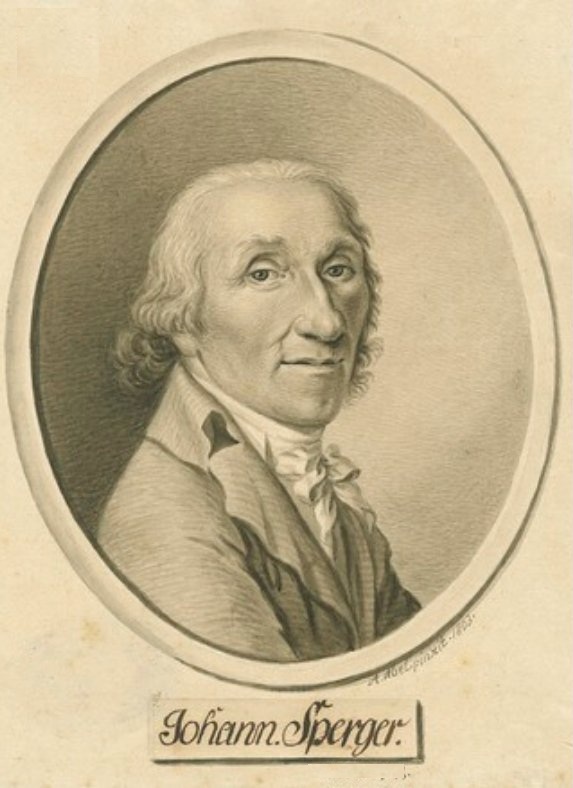
Johannes Matthias Sperger (1803)

Johann Matthias Sperger, właściwie Jan Matyáš Sperger, (ur. 23 marca 1750 w Feldsbergu (obecnie Valtice w Czechach), zm. 13 maja 1812 w Ludwigslust) – kompozytor i kontrabasista austriacki.
Pierwszy kontakt z muzyką miał miejsce w teatrze muzycznym w Feldsbergu, następnie Sperger wyjechał do Wiednia, gdzie zdobył dalsze wykształcenie u Friedricha Pischelbergera. W swojej karierze muzyka zdobył uznanie jako solista, grywał również w nadwornych zespołach orkiestrowych. Sperger był jednym z pierwszych kontrabasistów, którzy stosowali naprzemiennie struny solowe oraz orkiestrowe.
Jest patronem jednego z największych konkursów kontrabasowych na świecie, odbywających się w Niemczech.
W roku 2012 fiński kompozytor Teppo Hauta-aho skomponował Hommage à Johann Matthias Sperger, utwór poświęcony pamięci klasyka. Jej temat główny oparty jest na dźwiękowym odwzorowaniu imion i nazwiska Spergera. Został skomponowany jako utwór obligatoryjny na VII Konkurs im. Johanna Matthiasa Spergera.

## Wybrane kompozycje
- 44 symfonie
- 30 koncertów, w tym:
  - 18 na kontrabas
  - 3 na waltornię
  - 2 na trąbkę
  - na wiolonczelę
  - na altówkę
  - na flet
  - koncert potrójny na flet, altówkę, kontrabas i orkiestrę
- Muzyka kameralna
  - 3 sonaty na kontrabas z towarzyszeniem altówki
  - sonata na kontrabas z towarzyszeniem wiolonczeli
  - kwartety
  - tria
- Kantaty
- Utwory chóralne
- Arie

Jego utwory zostały skatalogowane i opracowane przez niemieckiego kontrabasistę Klausa Trumpfa.